# Guerra del Caucas
La Invasió Russa del Caucas, més coneguda a Rússia com la Guerra del Caucas, es refereix al conjunt d'accions militars de l'imperi Rus, entre 1817 i 1864, destinades a la conquesta de Txetxènia, el Daguestan i els diferents territoris del nord del Caucas. Els conflictes moderns en aquesta àrea es plantegen en aquesta guerra del segle xix.

## Antecedents
Com a resultat de dues guerres reeixides amb l'Iran (1804-1813) i Turquia (1806-1812), l'Imperi Rus adquireix els khanats de Karabakh, Ganja, Sheki, Derbent, cubans, busca el reconeixement dels drets de Guria i Megrelia.

## La guerra
Tres tsars Russos van participar en aquesta guerra: Alexandre I, Nicoalu I, i Alexandre II. Els principals comandants russos foren Aleksei Iermolov (1816-1827), Mikhaïl Vorontsov en (1844-1853), i Aleksandr Bariatinski (1853-1856). Els escriptors Mikhaïl Lérmontov i Lleó Tolstoi participaren en el conflicte, i el poeta rus Aleksandr Puixkin s'hi referí en el seu poema El Presoner del Caucas (1821). La invasió russa va topar amb una gran resistència. La primera part acabà fortuïtament amb la mort d'Alexandre, i la revolta decabrista del 1825, i el balanç fou més aviat pobre per als russos, incapaços de doblegar totalment un grapat de salvatges en comparació amb la recent derrota de Napoleó.

### Annexió de Geòrgia
El 1783, Irakli II del regne de Kartli i Kakhètia de Geòrgia oriental va forjar una aliança amb l'Imperi Rus, convertint el regne en un protectorat rus, abjurant de la sobirania persa. Pau I de Rússia no estava disposat a complir els termes del tractat i va promulgar un decret el 18 de desembre de 1800 pel qual annexava Kartli-Kakhètia a l'Imperi Rus i deposava als bagràtides, fet confirmat per Alexandre el setembre de 1801. El 1810, el regne de Geòrgia occidental d'Imereti també fou annexionat.

### Guerra russo-persa
El nou rei persa, Fat·h-Alí Xah Qajar, volia consolidar les regions més septentrionals de la seva dinastia Qajar per assegurar la terra prop de la costa sud-oest de la mar Càspia (actuals Azerbaidjan) i Transcaucàsia (actuals Geòrgia i Armènia). Igual que el seu homòleg persa, Alexandre també era nou en el tron i igualment decidit a controlar els territoris en disputa. La guerra va acabar amb el Tractat de Gulistan, que va cedir la gran majoria dels territoris prèviament en disputa a la Rússia Imperial.

### Conquesta russa de Txetxènia i Daguestan
L'estiu de 1816 Aleksei Iermolov va ser nomenat comandant del Cos Separat de Geòrgia, gerent de la unitat civil al Caucas i la província d'Astrakhan i ambaixador extraordinari a Pèrsia, on va viatjar el 1817 concloent un tractat russo-persa. Al Caucas, el flanc dret estava ocupat pels circassians transkubans, el centre pels kabardians, i més enllà del riu Sunzha els txetxens, que gaudien d'una gran reputació i autoritat entre les tribus muntanyenques. Els circassians estaven afeblits per les lluites internes, els kabardians van ser escombrats per la pesta, i l'amenaça principalment eren els txetxens. Després d'haver-se familiaritzat amb la situació, Yermolov va esbossar un pla d'acció que consistia en tallar clarianes en boscos impenetrables, construir carreteres i construir a la línia del Sunzha les fortificacions de Grozni (1818), al centre de territori txetxè, Vnepnaya (1819) y Burnaya al Xamkhalat de Tarki (1821), sense deixar impune cap atac dels muntanyencs.
Iermolov va envair el 1817 el kanat de Mekhtuli i va fer fugir el kan cap a les muntanyes i el 1818 va annexionar una part del kanat i la resta el va incorporar al Xamkhalat de Tarki, l'únic dels estats del Daguestan que romania lleial a Rússia (tota la resta havia estat ja annexionat a Rússia). El 1819 Iermolov va seguir avançant i va derrotar Ahmad Khan del Kanat Àvar, i tot seguit van assaltar l'usmiat dels Kaytaks, i l'usmi va fugir i el seu domini fou abolit i annexionat; tot seguit es va enfrontar a la poderosa Akusha, a la que va derrotar en la batalla de Lavashi el 31 de desembre de 1819. El vell qadi d'Akusha fou deposat i substituït per un qadi molt favorable als russos. El Xamkhalat dels Kazi Kumuk fou conquerit en 1820, i els kubatxis es van sotmetre voluntàriament. Únicament el txetxens seguien resistint.
A Abkhàzia, a la mort de Jordi Xarvaixidze es va escampar una revolta anticolonial encapçalada per Aslan Beg Xarvaixidze, però fou eliminada pel general Pyotr Gorchakov, imposant el príncep Demetri Xarvaixidze en 1821. Aslan Beg Xarvaixidze es va rebel·lar en 1824 contra el successor de Demetri Xarvaixidze, Miquel Xarvaixidze, però va ser sotmès.
El 1825 va començar un aixecament a Txetxènia i el 8 de juliol, els muntanyencs van capturar Amiradzhiyurt i van intentar prendre la fortificació de Gerzel, que el 15 de juliol va ser socorreguda pel tinent general Dmitry Lisanevich. El 18 de juliol, durant unes converses amb els Kumyks i txetxens a Gerzel, on Lisanevich i el general Grekov van ser morts i en resposta, les tropes van matar tots els ancians Kumyk convidats a la conversa.
Entre 1825 i 1830 hi hagué poca activitat, ja que Rússia s'ocupà la guerra russo-persa i la Guerra russo-turca. Després d'èxits considerables en aquests conflictes, Rússia reprengué les campanyes al Caucas. Trobà de nou una forta resistència, notablement dirigida per Ghazi Mollah, Gamzat-bek i Hadji Murad. El seu successor fou el llegendàri Imam Xamil, que comandà els muntanyencs de 1834 fins a la seva rendició el 1859. El nou imam, que posseïa habilitats administratives i militars, aviat va resultar ser un oponent extremadament perillós, reunint sota el seu domini part de les tribus i pobles fins aleshores dispars del Caucas oriental. Ja a principis de 1835, les seves forces van augmentar tant que es va proposar castigar els Khunzakhs per l'assassinat del seu predecessor. Aslan Khan de Kazikumukh, que va ser designat temporalment com a governant d'Avaristan, va demanar que enviés tropes russes per defensar Khunzakh, i el baró Rosen va acceptar la seva petició en vista de la importància estratègica de la fortalesa; però això va comportar la necessitat d'ocupar molts més punts per assegurar les comunicacions amb Khunzakh a través de muntanyes inaccessibles. La nova fortalesa Temir-Khan-Shura va ser escollida com a principal punt de referència en la via de comunicació entre Khunzakh i la costa del Caspi, i la fortificació de Nizovoe es va construir per proporcionar un moll al qual s'acostaven els vaixells d'Astrakhan. La comunicació de Temir-Khan-Shura amb Khunzakh va ser coberta per la fortificació de Zirani prop del riu Avar Koysu i la torre Burunduk-Kale. Per a una connexió directa entre Temir-Khan-Shura i la fortalesa de Vnezpnaya, es va construir el pas de Miatly sobre el Sulak i es va cobrir amb torres; la carretera de Temir-Khan-Shura a Kizlyar va ser proporcionada per la fortificació de Kazi-yurt.
Xamil va oferir la seva col·laboració al sultà otomà que el va considerar el seu vassall i encara que Xamil no va acceptar mai formalment aquest vassallatge, tampoc estava en condicions de trencar l'aliança. El 1854 Ghazi Muhammad, fill de Xamil, va aconseguir importants èxits a Alazan i Tsinandali, capturant dues netes del darrer rei de Kartli i Kakhètia Giorgi XII, anomenades Txatxvadze i Orbeliani, les quals va bescanviar pel seu fill gran Jalal al-Din que havia estat capturat a Akhulgoh el 1839 i estava retingut com a ostatge. Però aquest acte, considerat un segrest, va provocar la desautorització del govern otomà i les crítiques de tot Europa.
El 1846 els russos van iniciar la construcció de fortaleses per aïllar el Kanat Àvar de Txetxènia i el 1849 van poder sotmetre les planes txetxenes i els txetxens de les muntanyes no tenien recursos. L'atac rus a l'Avaristan del 1849 no fou decisiu i va causar pèrdues als dos costats i quan els russos es van retirar Xamil va atacar les fortaleses i va estar a punt de conquerir-les però la resistència a Akhti va capgirar la situació i els russos es van poder reagrupar i rebutjar l'atac. Xamil va atacar Txetxènia i fou derrotat l'11 de març de 1851 pel coronel Baryatinski.
El 1855, es va produir una curta treva entre els russos i Xamil degut a la Guerra de Crimea. La Guerra del Caucas acabà amb la conquesta russa del Nord del Caucas quan un exèrcit de 250.000 homes al comandament del general Aleksandr Baryatinsky, que fou nomenat comandant en cap de l'exèrcit del Caucas en 1856, i després de la conquesta sistemàtica de fortaleses a Txetxènia trencant la resistència dels muntanyencs, les darreres fortaleses Darghiyya i Vedeno, i Xamil va fugir a les muntanyes; rodejat pels russos a la muntanya Ghunib el 25 d'agost de 1859, es va rendir el 6 de setembre de 1859.

## Conseqüències
El Tsar Alexandre II va declarar el final de les hostilitats el 2 de juny de 1864. Els russos van restablir el kanat i van posar al tron Ibrahim Khan de la dinastia de Methulin però el 22 de febrer de 1863 fou detingut i enviat a l'exili i el 2 d'abril de 1864 el kanat fou annexionat a Rússia i unit administrativament al okrug Àvar.
Xamil Després d'estar empresonat, fou traslladat a la cort del Tsar Alexandre, i fascinat pels avanços europeus, va escriure als seus partidaris per demanar el cessament de tota resistència i va fer submissió al tsar. Finalment fou exiliat a la ciutat de Kaluga, prop de Moscou. El 1869 va obtenir permís per anar a la Meca a fer el pelegrinatge. Va morir mentre tornava, quan era a Medina, el març de 1871.
Entre les tràgiques conseqüències del conflicte, destacà el genocidi circassià i l'expulsió massiva dels sobrevivents cap a l'Imperi Otomà i l'Orient Mitjà. Entre 800.000 i 1.500.000 civils van ser víctimes d'aquesta neteja ètnica.